# Ladislav Brožek
Ladislav Brožek född 1952, är en slovakisk astronom.
Han var verksam vid Kleť-observatoriet.
Minor Planet Center listar honom som L. Brozek och upptäckare av 23 asteroider mellan 1979 och 1982.

## Asteroider upptäckta av Ladislav Brožek
| 2288 Karolinum   | 19 oktober 1979  |
| 2613 Plzeň       | 30 augusti 1979  |
| 2622 Bolzano     | 9 februari 1981  |
| 2696 Magion      | 16 april 1980    |
| 3102 Krok        | 21 augusti 1981  |
| 3386 Klementinum | 16 mars 1980     |
| 3419 Guth        | 8 maj 1981       |
| 3423 Slouka      | 9 februari 1981  |
| 3424 Nušl        | 14 februari 1982 |
| 3603 Gajdušek    | 5 september 1981 |
| 3834 Zappafrank  | 11 maj 1980      |
| 4023 Jarník      | 25 oktober 1981  |

| 4146 Rudolfinum      | 16 februari 1982 |
| 4190 Kvasnica        | 11 maj 1980      |
| 4369 Seifert         | 30 juli 1982     |
| 5221 Fabribudweis    | 16 mars 1980     |
| 5417 Solovaya        | 24 augusti 1981  |
| 6076 Plavec          | 14 februari 1980 |
| 6765 Fibonacci       | 20 januari 1982  |
| 7739 Čech            | 14 februari 1982 |
| 10035 Davidgheesling | 16 februari 1982 |
| (16393) 1981 QS      | 24 augusti 1981  |
| (27675) 1981 CH      | 2 februari 1981  |